# Абан (посёлок)
А́бан — посёлок (в 1964—2006 годах — рабочий посёлок), административный центр А́банского района Красноярского края России.

## Этимология
По оценке Е. М. Поспелова, название от гидронима Абан (правый приток реки Усолки). Основа гидронима -аба, его обычно объясняют из тюркского аба — «отец», что могло иметь табуированное значение «медведь»; иногда аба принимается за древний хакасский этноним (аналогично — Абакан); конечное -н рассматривается как русское добавление. Имеется и другая версия: в переводе с ассанского языка топоним означает «медвежий угол».

## География
Расположен на реке Абане (приток Усолки, бассейн Енисея) в 309 км к северо-востоку от Красноярска, и в 62 км к северо-северо-востоку от железнодорожной станции Канск-Енисейский на Транссибирской магистрали.

## История
Название «Абан» происходит из ассанского языка и в переводе означает «медвежий угол». Асаны обитали по реке Усолке и в низовьях реки Чуны. К XVII веку были ассимилированы эвенками.
Абан был основан крестьянами Туровыми — выходцами из Тасеева между 1745 и 1762 годом. В переписной книге податного населения за 1762 год, указывается, что в Тасеевском присуде Енисейского уезда во время третьей ревизии 1762—1763 годов существовала Абанская деревня и в ней насчитывалось 55 жителей, в том числе 28 душ мужского пола, все носящие фамилию Туровых.
Заселение Абана осуществлялось принудительным переселением крестьян, производимым правительством при освоении Сибирского почтового тракта и добровольной крестьянской колонизацией.
В 1859 году в деревне Абанской, входившей в состав Канского округа, насчитывалось 497 жителей при 74 дворах. Успех массового заселения этой территории связан с деятельностью князя Волконского, который расселял переселенцев. С его именем связано образование в 1911 году Абанской волости, в которой насчитывалось 1190 жителей. При участии Волконского в Абане были построены церковь, школа, больница, ветлечебница.
С 1924 года Абан — районный центр, число его жителей составляло 2493 человека. Массовая застройка посёлка началась в 1920-х годах, после окончания гражданской войны.
Наибольшая численность населения в Абане была зарегистрирована в 1989 году при переписи населения. Тогда в посёлке городского типа Абан проживало 10,4 тыс. человек.

## Население
| 1762  | 1781  | 1859  | 1911  | 1917    | 1921  | 1927  |
| ----- | ----- | ----- | ----- | ------- | ----- | ----- |
| 55    | ↗94   | ↗477  | ↗1190 | ↗1779   | ↘1728 | ↗2493 |
| 1939  | 1959  | 1970  | 1979  | 1989    | 2002  | 2006  |
| ↗5687 | ↗6479 | ↗8709 | ↗9075 | ↗10 382 | ↘9823 | ↘9508 |
| 2008  | 2010  | 2011  | 2012  | 2013    | 2014  | 2015  |
| ↘9429 | ↘9187 | ↘9011 | →9011 | ↘8967   | ↘8828 | ↘8683 |
| 2016  | 2017  | 2018  | 2019  | 2020    | 2021  |       |
| ↘8663 | ↗8735 | ↘8719 | ↗8775 | ↘8690   | ↘8618 |       |

## Инфраструктура
- Межпоселенческая клубная система
- Районное библиотечное объединение
- Детская библиотека. Открыта в 1953 году при районной библиотеке. В год открытия фонд библиотеки составлял 1000 экземпляров[25]
- Районная больница
- Детский сад № 1 «Росинка»
- Детский сад № 3 «Светлячок»
- Детский сад № 4 «Умка»
- Детский сад № 5 «Теремок»
- Основная общеобразовательная школа № 1
- Средняя общеобразовательная школа № 3
- Средняя общеобразовательная школа № 4 им. Героя Советского Союза В. С. Богуцкого
- Детская музыкальная школа
- Центр дополнительного образования и воспитания
- Центр профессионального обучения
- Спортивная школа «Лидер»
- Спортивный комплекс «Абанский»
- Краеведческий музей имени М. В. Фомичёва

## Экономика
Угледобыча — Абанское угольное месторождение. Леспромхозы, химлесхоз, предприятия лёгкой промышленности.

## Интересные факты
В 1988 году небольшой марсианский кратер диаметром 4,2 км, расположенный на равнине Элизий, был назван в честь посёлка Абан в Красноярском крае и получил название «Абан Кратер» с координатами 16.2 с. ш., 249,13 в. д..

## Галерея

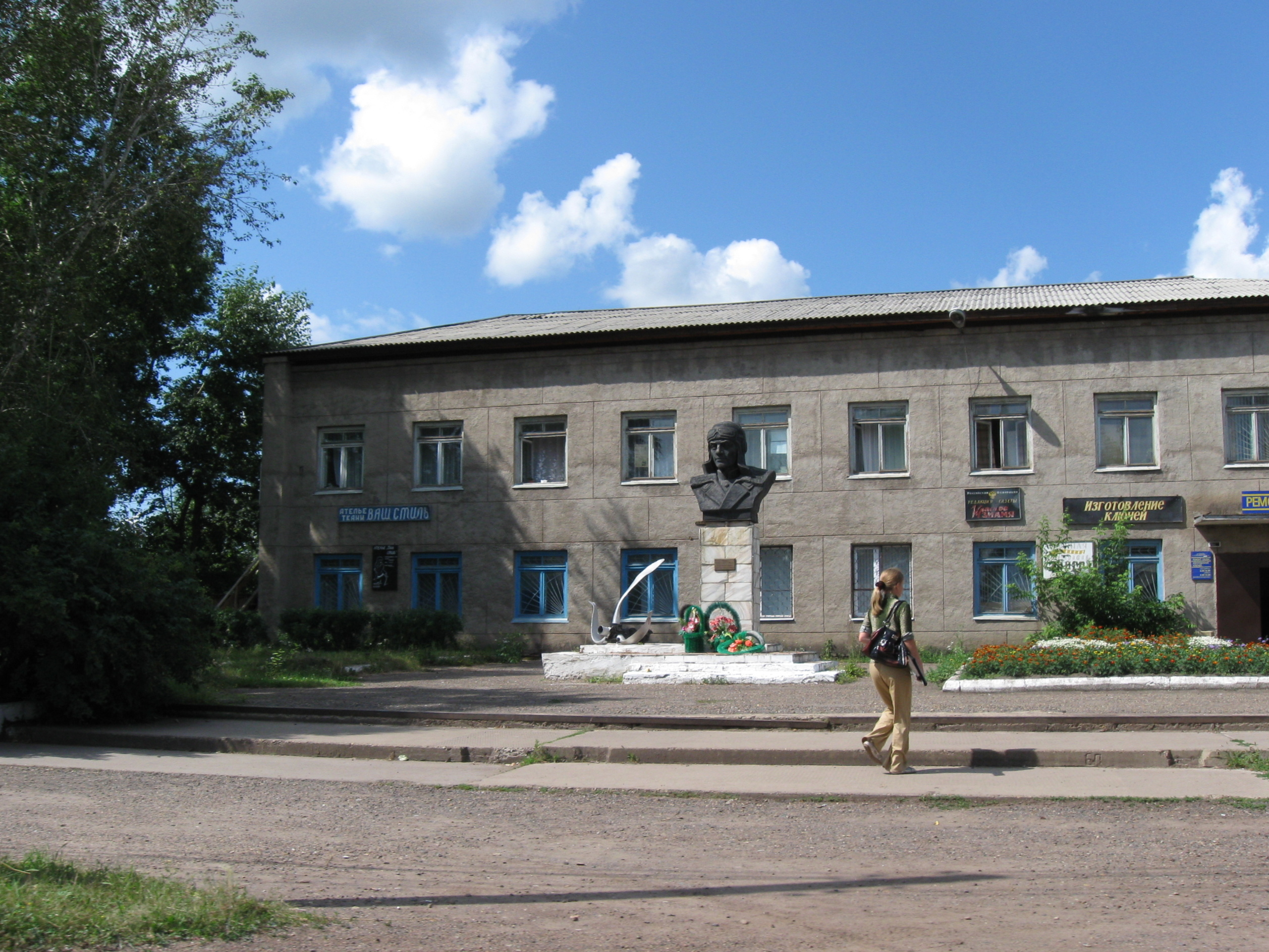
Памятник В. С. Богуцкому
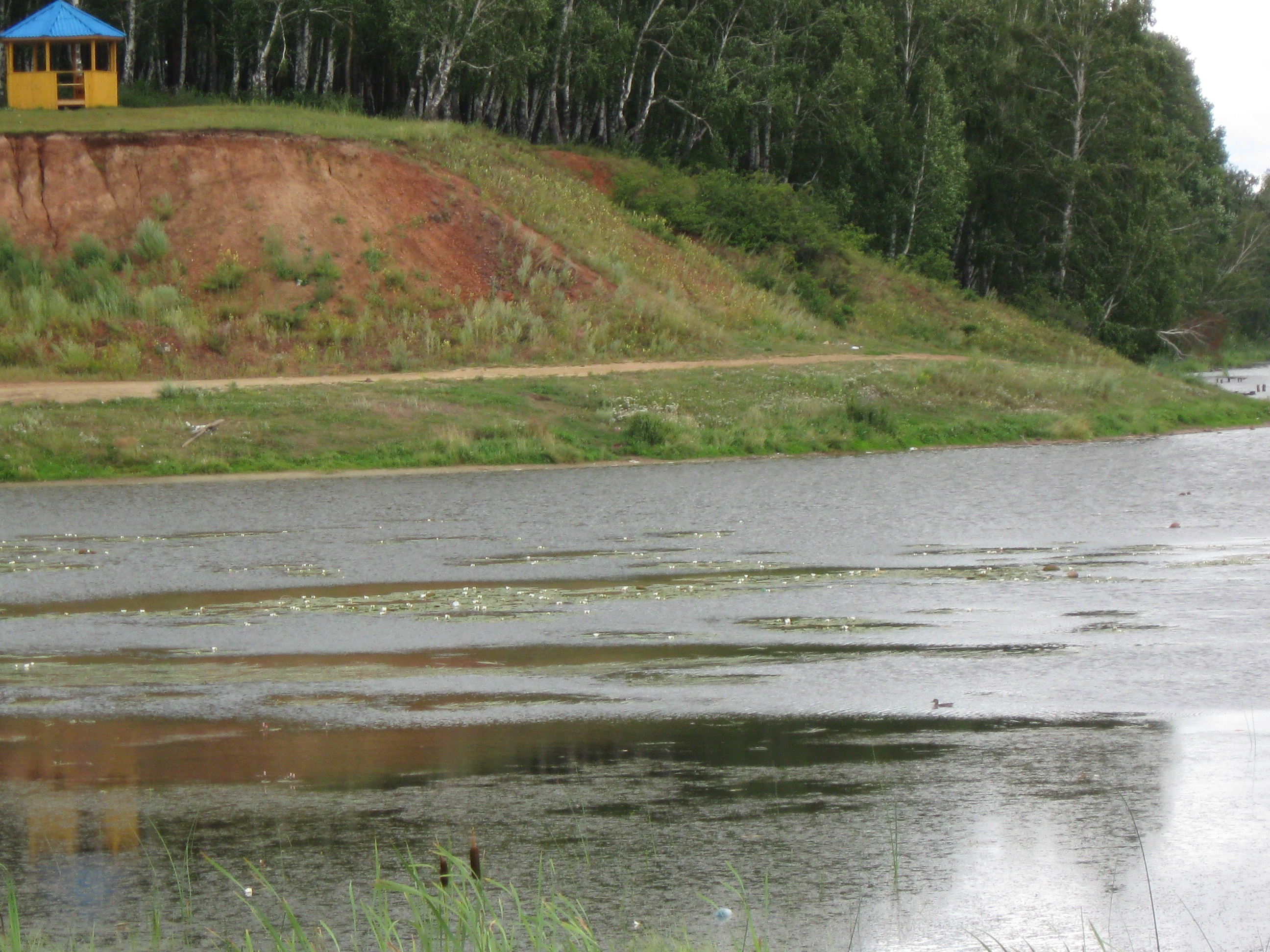
Река Абан
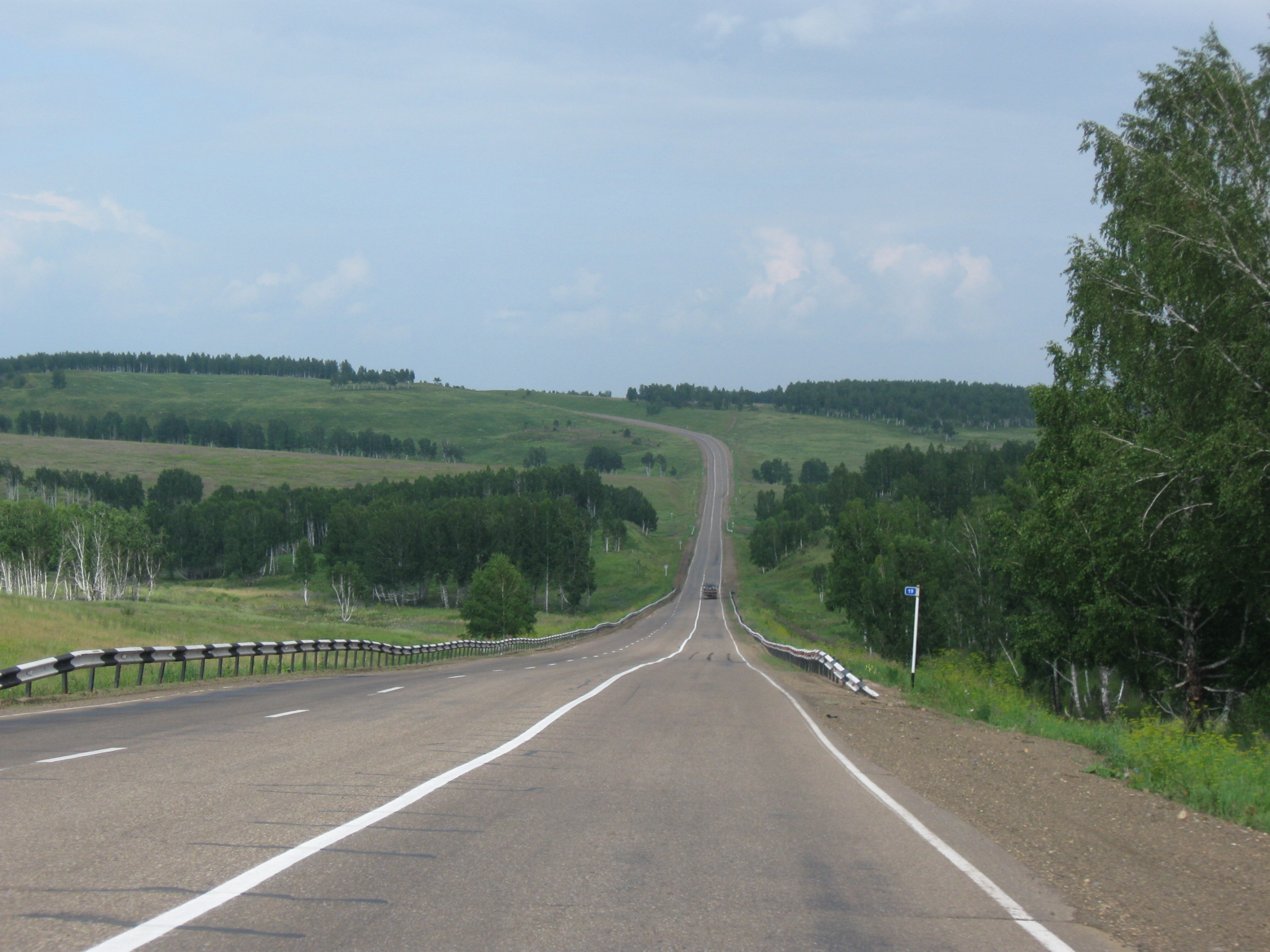
Автодорога Канск — Абан
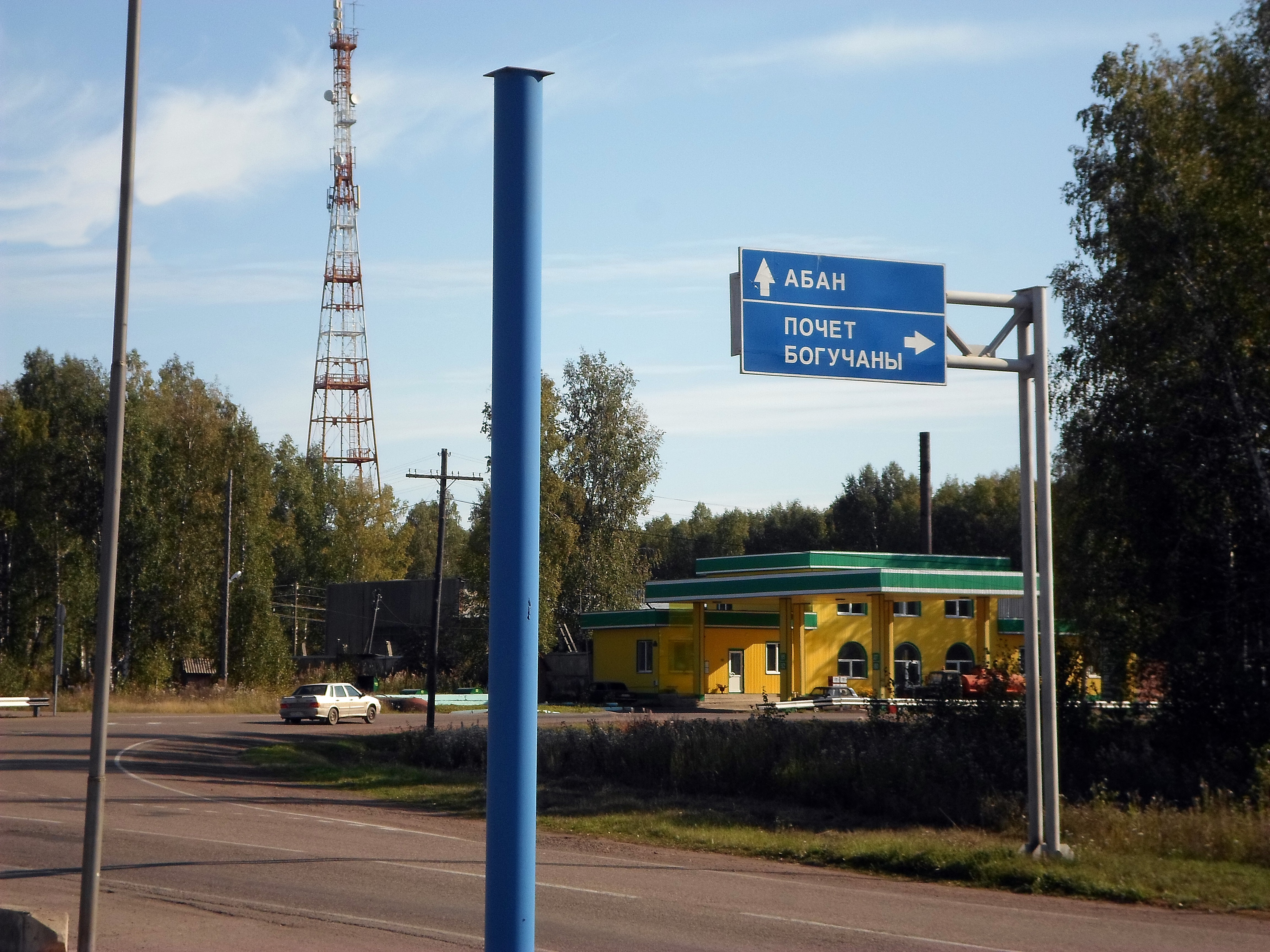
При въезде в Абан со стороны Канска
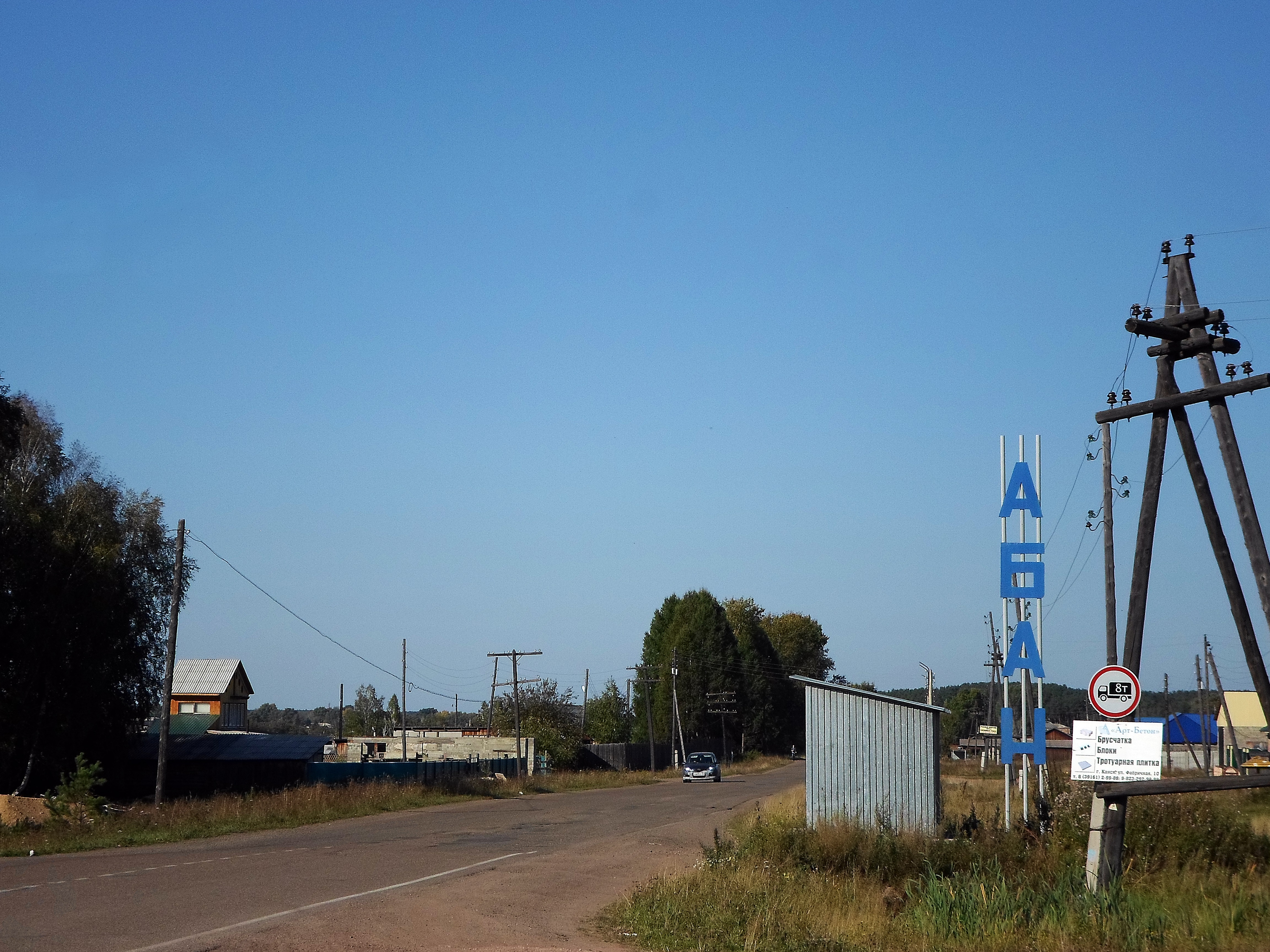
Въезд в Абан с востока
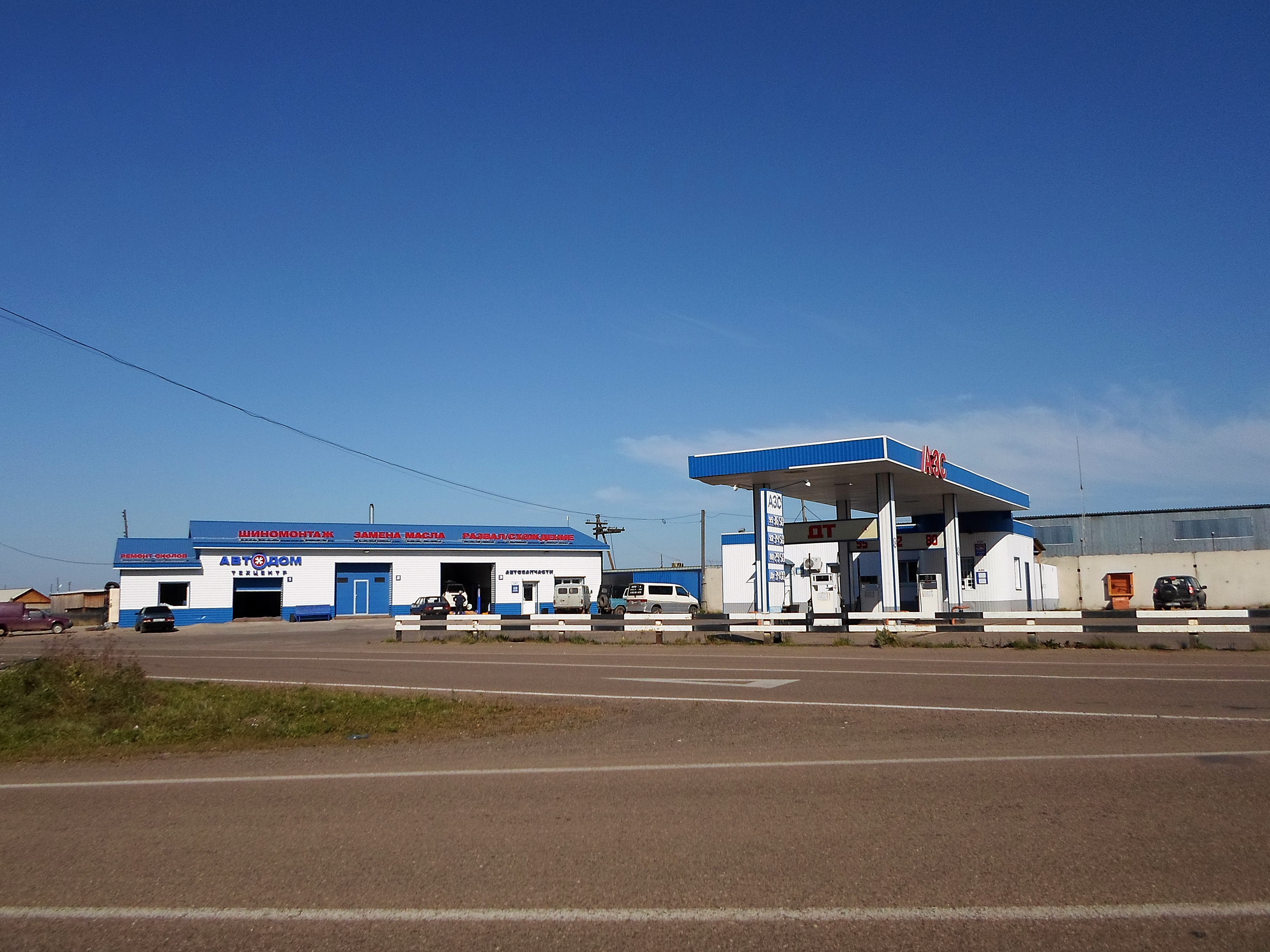
Придорожный комплекс на въезде в Абан с востока